# Terra Indígena Barra Velha do Monte Pascoal
A Terra Indígena Barra Velha do Monte Pascoal é uma terra indígena localizada ao sul do estado da Bahia, Brasil. Compreende uma área de 8.660 ha entre os municípios de Itamaraju, Itabela, Porto Seguro e Prado (Bahia). Encontra-se identificada e aprovada pela FUNAI, mas sujeita a contestação pelo despacho 02 de 29 de fevereiro de 2008.
É uma terra reservada a uma população de cerca de 5.000 os índios Pataxós.